# Гора над Смотричем
Гора́ над Смо́тричем — ландшафтний заказник місцевого значення в Україні. Розташований у межах Городоцької міської громади Хмельницького району Хмельницької області, біля південної околиці села Кузьмин.
Площа 3,6 га. Статус надано згідно з рішенням обласної ради від 1.11.1996 року № 2. Перебуває у віданні: Кузьминська сільська рада. 
Статус присвоєно для збереження мальовничого природного комплексу на крутосхилі лівобережжя річки Смотрич.